# Dialecto de Yamagata
El dialecto de Yamagata ( 山形弁 Yamagata-ben), es el dialecto local que se habla en la prefectura de Yamagata, Japón, que difiere significativamente de la variedad estándar. Es una variante del Tōhoku-ben, y se puede dividir en ramas subregionales que varían de una zona a otra dentro de Yamagata. [cita requerida]
El dialecto se utilizó para un efecto cómico en la película japonesa de 2004 Swing Girls, sugiriendo así que la película se localizaba en una zona rural. Sin embargo, algunos residentes de Yamagata sienten que la película utiliza el dialecto de una manera artificial y condescendiente.